# IEEE 802.11e
IEEE 802.11e je WiFi doplněk standardu IEEE 802.11 vylepšující takzvanou Media Access Control (MAC) podvrstvu linkové vrstvy rozšířením podpory kvalitu služeb (Quality of Service, QoS). Standard je důležitý pro aplikace citlivé na zpoždění jako jsou Voice over Wireless IP a proudové multimédia.

## Původní 802.11 MAC

### DCF
Základ 802.11 MAC vrstvy používá takzvanou Distributed Coordination Function (DCF, česky Funkce rozložené koordinace), ke sdílení média mezi více komunikujícími stranami. DCF je založeno na Carrier Sense Multiple Access with Collision Avoidance (CSMA/CA), česky: metodě mnohonásobného přístupu s nasloucháním nosné a zabráněním kolizí a volitelně na 802.11 RTS/CTS, což má za následek několik omezení:
- Pokud komunikuje mnoho stran současně, nastává mnoho kolizí, které sníží dostupnou propustnost (podobně jako v případě Ethernetu, který používá Carrier Sense Multiple Access with Collision Detection (CSMA/CD), česky: metoda mnohonásobného přístupu s nasloucháním nosné a detekce kolizí).
- Není zde ani náznak vysoké nebo nízké priority provozu.
- Jakmile jedna strana „vyhraje“ přístup k médiu, nemusí jej opustit jak jen dlouho chce. Pokud má pak nízkou rychlost připojení (například 1 Mbit/s), bude jí trvat dlouho než odešle svůj paket a ostatní strany tím budou „trpět“.
- Nejsou zde tedy žádné QoS garance.

### PCF
Point Coordination Function (PCF), česky: Funkce bodové koordinace, lze použít pouze v „infrastrukturním“ módu (komunikují spolu přístupový bod a více klientů). Tato funkce je volitelná a zřídka používaná. Přístupové body posílají takzvané „beacon“ rámce v pevně stanovených intervalech (obvykle desetina sekundy), a PCF je dělí na dva časové úseky. V jednom se jednoduše používá DCF a ve druhém přístupový bod posílá klientům signál, který klient má právo dále vysílat.

## 802.11e MAC protokol
IEEE 802.11e vylepšuje DCF a PCF novou hybridní koordinační funkcí: takzvanou Hybrid Coordination Function (HCF). HCF má dvě metody přístupu ke kanálu podobné původním metodám z 802.11 MAC:
- HCF Controlled Channel Access (HCCA), česky Přístupová metoda ke kanálům řízená HCF,
- Enhanced DCF Channel Access (EDCA), česky Vylepšená DCF přístupová metoda ke kanálům.

Obě definují třídy provozu (Traffic Classes, TC). Například e-mailům může být přiřazena nízká prioritní třída, zatímco hlasovým službám vysoká.

## Další možnosti 802.11e
Navíc k HCCA, EDCA a TXOP přidává standard 802.11e další možnosti protokolu pro vylepšení QoS v 802.11 MAC vrstvě:

### APSD
Automatic Power Save Delivery, česky: Automatická úspora energie, je efektivnější metoda správy napájení než původní 802.11 Power Save Polling, česky: Úspora energie na základě výběrů.

### BA
Block Acknowledgments, česky: Blokové potvrzování, umožňuje potvrdit celý TXOP v jediném rámci. Což snižuje režii protokolu zejména při delších TXOP.

### NoAck
Služba pro posílání rámců v QoS módu může nabývat dvou hodnot: QosAck a QosNoAck.
Rámce s QosNoAck nejsou potvrzovány (zkratka z QoS not acknowledged), což zamezí znovuposílání dat, které mají být s malým zpožděním.